# Zazen

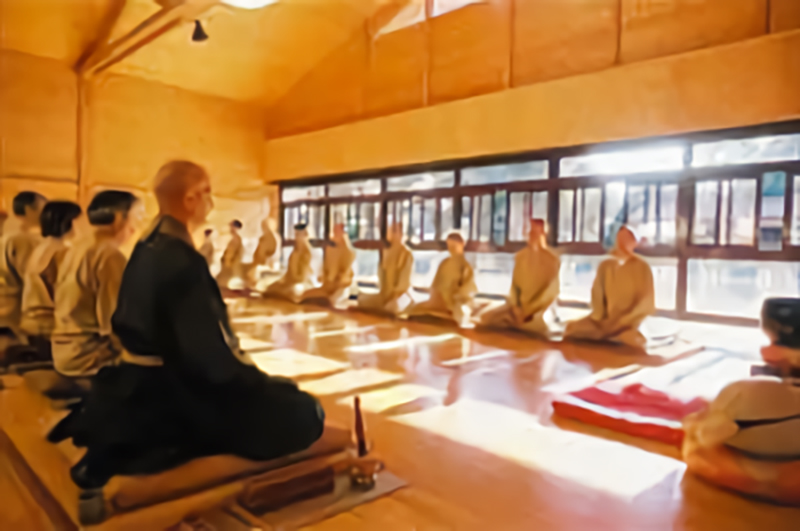
Zazen v Evropském centru Rinzai

Zazen (japonsky: 坐禅, doslova „rozjímání vsedě“) je meditace typická pro adepty zenu. Nejobvyklejší pozicí pro praxi je tzv. lotosový květ, tedy pozice, kdy jsou nohy zkříženy a přeloženy přes sebe, ruce jsou položeny v klíně, levá v pravé a palce jsou propojeny. Důležité je postavení páteře – musí být naprosto rovná, od kostrče až po zadní část hlavy. V pozici adept sedí naprosto nehybně, oči jsou buď zavřeny, nebo upřeny na místo asi šest metrů vzdálené.
Nejdůležitější je však koncentrace mysli, pozice pouze napomáhá udržet pozornost. Ta je soustředěna do tan-tchienu (japonsky hara), neboli energetickému centru v břichu. Myšlenky musí být zcela spoutané a mysl zároveň uvolněná, což není vůbec jednoduché. Jen dlouho praktikující cvičenec docílí správné a ničím nerušené koncentrace. Jindy se doporučuje řešení koánu zadaného mistrem.
Zazen je nektar, osvícení, nirvána. Mistr Dógen (1200–1253) napsal: Ti kdo si myslí, že satori je cílem o sobě, nebo že satori přijde potom, jsou démoni, blázni nebo hlupáci. Nechápou pravou cestu odevzdanou po Buddhovi Šákjamunim, a dokonce i předním. Róši Kaisen ve své knize Budo Dharma neboli poučení samuraje píše, že osvícení (japonsky satori) není zvláštní stav mysli. Ten kdo říká, že měl satori, je blázen. Satori přesahuje člověka. Nelze jej uchopit, ani uzavřít do myšlenky. Je to metafyzický problém. Satori existuje, ale zároveň je nepochopitelné, nehmatatelné, neuchopitelné. Člověka satori může poznat zase jen člověk satori. Jiní to nemohou pochopit. Satori je jako pokoušet se uchopit odlesk měsíce na povrchu vody. Pravá cesta spočívá v navrácení k běžným podmínkám těla a mysli. Stavy mysli jsou jevy, magické schopnosti, částečné osvícení, iluze. Lepší je nechat je jít svou cestou. Satori je mimo osvícení, moudrosti a lidství. Nedá se vysvětlit slovy. To je zazen. Je to střed budó (resp. bušidó, japonsky bojová umění, cesta samuraje) a není.